# たらちね (落語)
『たらちね』は古典落語の演目。別題に『たらちめ』。たらちね（垂乳根）は母にかかる枕詞。元は上方落語で『延陽伯』（えんようはく）の題で演じられる。難しいとされる女房の言葉遣い（女房言葉）は、江戸落語では格式のある京言葉、上方落語では格式張った漢語とされる。

## あらすじ
独り者の八五郎が大家に縁談を持ちかけられる。とても良い娘だが、言葉遣いが古典的で丁寧すぎて伝わらないことがあると説明を受けるが、八五郎はそんなことは気にしないと言ってこの縁談を受ける。
祝言を終えて2人きりになり、八五郎は妻の名前を尋ねる。彼女は「自らことの姓名は、父は元京の産にして、姓は安藤、名は慶三、字を五光」などと、滔々（とうとう）と語り始め、意味がわからず八五郎はその全部が彼女の名前かと勘違いする。
翌朝、彼女が朝食を作り始めるが、米櫃の場所を尋ねるような些細な会話からしてやはり小難しく、理解不能であり、最後に八五郎は二度寝を決め込んでしまう。食事の支度が整うと、彼女は夫を起こすため、「わが君。日も東天に出御ましまさば、うがい手水に身を清め、神前仏前へ燈灯（みあかし）を備え、御飯も冷飯に相なり候へば、早く召し上がって然るびょう存じたてまつる、恐惶謹言（きょうこうきんげん）」と声をかける。それを聞いて八五郎は答える。
「飯を食うのに恐惶謹言なら、酒を飲んだら、依って（酔って）件の如しか」

### 落ち（サゲ）の解説
「恐惶謹言」（きょうこうきんげん）は改まった手紙の末尾に書く結語（書止）であり、「謹んで申し上げる」の意（本来は男性が用い、女性の場合は「かしこ」）。「依って（仍て）件の如し」は証文（契約書）の末尾に書く結語で、「前記記載の通り」の意。格式張った文章の定型的な末尾を踏まえたダジャレ（地口落ち）になっている。
上方落語での題である「延陽伯」は、「縁良う掃く」を漢語めかしてもじった良妻を現す言葉。